# Óscar Marugán Villagrán
Óscar Marugán Villagrán (Nava de la Asunción, Segovia, 27 de febrero de 2002) es un jugador profesional de balonmano español que se desempeña como extremo izquierdo en el Club Balonmano Nava, con el que ha competido durante cuatro temporadas en la Liga Plenitude ASOBAL, la máxima categoría del balonmano español.

## Biografía
Nacido y criado en un pequeño municipio de la provincia de Segovia con una población inferior a los 3.000 habitantes, Óscar Marugán inició su andadura en el balonmano a los 10 años en las categorías inferiores del Balonmano Nava.

## Ámbito deportivo
A los 17 años Marugán debutó en la Liga ASOBAL con el Balonmano Nava, convirtiéndose en uno de los jugadores más jóvenes en hacerlo.Desde entonces, ha disputado cuatro temporadas en la Liga ASOBAL con el club de su infancia, consolidándose en el extremo izquierdo.
En 2018 y 2019, fue seleccionado para formar parte de los Hispanos Promesas, participando en competiciones internacionales y acumulando experiencia a nivel europeo.
En junio de 2024, Marugán se proclamó campeón del mundo universitario con la selección española universitaria absoluta en el campeonato celebrado en Antequera, Málaga. En la final, España se impuso a Polonia con un marcador de 30-33.

### Balonmano Nava

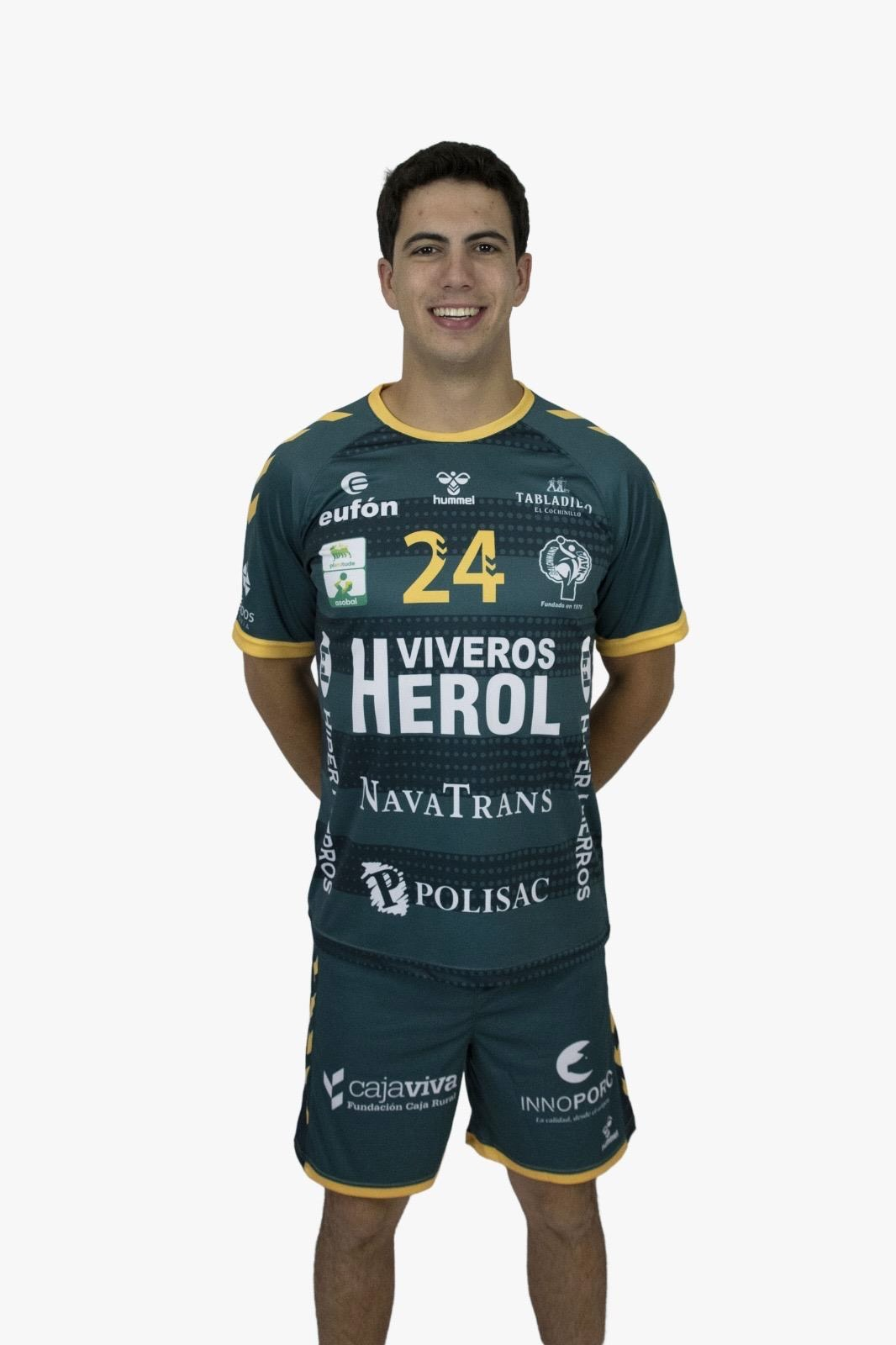
Foto de plantilla individual. Temporada 2024 - 2025.

En la temporada 2023/2024, renovó su contrato con el club, asegurando su continuidad en la plantilla para la siguiente temporada en la Liga ASOBAL. En esta temporada, concretamente en marzo de 2024, durante un partido de liga frente al Bada Huesca, Marugán anotó 10 goles en la victoria de su equipo por 36-34. En la temporada 2024/2025 alcanzó el hito de disputar más de 100 partidos oficiales con el Balonmano Nava en competiciones profesionales. En abril de 2024, el club anunció una nueva renovación de Marugán hasta 2025.